# Halictus quadricinctoides
Halictus quadricinctoides är en biart som beskrevs av Blüthgen 1936. Halictus quadricinctoides ingår i släktet bandbin, och familjen vägbin. Inga underarter finns listade i Catalogue of Life.